# 205P tervszámú őrhajó
A 205P tervszámú hajó (szovjet kódneve: Tarantul, NATO-kódja: Stenka-class) a Szovjetunióban az 1960-as évek végétől épített, tengeralattjáró-elhárító képességgel is rendelkező tengeri őrhajó, amely a 205-ös tervszámú rakétás gyorsnaszádon alapul. A Szovjetunión kívül néhány szövetséges ország is hadrendbe állította. Napjainkban az Orosz Haditengerészeten kívül több szovjet utódállam is üzemelteti. Az exportált hajókat 02059-es tervszámmal építették.

## Története
A hajót a leningrádi Almaz tervezőiroda (CKB–5) fejlesztette ki a 205-ös rakétás gyorsnaszád (NATO-kódja: Osa) alapján az 1960-as évek közepén a KGB határőr csapatai parti őrsége számára mint tengeri őrhajó. Erre utal a típusjelzésben a P betű (P – patrulnij). A 205-ös rakétás naszádtól származik a hajótest a gépészeti berendezésekkel együtt. A 205P őrhajónál elhagyták a felépítmény két oldalán elhelyezett két-két rakétaindító konténert. Ezzel együtt megnövelték a felépítmény méretét. A hajót a csöves tüzérségi rendszerek mellett tengeralattjárók felderítésére alkalmas berendezéssel és tengeralattjárók elleni torpedókkal is felszerelték.
A 205P típusú hajók építése 1967–1989 között folyt Leningrádban az 5. sz. hajógyárban, és Vlagyivosztokban a 602. sz. hajógyárban. Összesen 137 darabot építettek, ebből 111 db-ot Leningrádban. A hajók többségét a Szovjetunióban állították szolgálatba. Hét darabot exportáltak, ezek közül hármat Kubának, négyet Kambodzsának szállítottak.

## Harcászati és műszaki jellemzői
A hajótest nagyrészt megegyezik a 205-ös típuséval, de a 32–34 fős személyzet számára nagyobb tér áll rendelkezésre, amely a hosszabb tengeri őrjáratok során nagyobb kényelmet biztosít. Ugyancsak megnövelték a felépítmény, valamint a hajót hatékonyabb légkondicionálóval látták el.
A hajó meghajtásáról három darab M–503G típusú, 42 hengeres, vízhűtéses, dízelüzemű soros csillagmotor (csillag alakban elrendezett hét darab hathengeres blokk), melyek mindegyike egy-egy hajócsavart hajt hidrodinamikus tengelykapcsolón keresztül. Néhány hajó M–504B2 és M–504B3 dízelmotorral szereltek fel.
Fő fegyverzetét torpedók és csöves tüzérségi rendszerek alkotják. A 406 mm-es elektromos meghajtású SZET–40 torpedók négy indítócsöve a fedélzet két oldalán (oldalanként két-két darab), a felépítmény mellett kapott helyet.
A fedélzet orr részén és hátul a tatrészen egy-egy radarvezérlésű AK–230 tüzérségi rendszert helyeztek el, melyek hatcsövű 30 mm-es gépágyúval rendelkeznek. Az AK–230 tüzérségi rendszer vezérlését egy MR–104 típusú (NATO-kódja: Drum Tilt) tűzvezető radarberendezés végzi, melynek antennáját a felépítmény hátsó részére építették. A hajótípus egy példányát kísérleti jelleggel egy 57 mm-es automata ágyúval ellátott AK–725 tüzérségi rendszerrel szerelték fel. ez a változat a 205PE típusjelzést kapta.
A hajót légi és felszíni célok felderítésére alkalmas MR–102 (NATO-kódja: Peel Cone) szerelték fel, valamint rendelkezik a MG–345 Bronza típusú tengeralattjáró-felderítő rendszerrel.

## Üzemeltetők
- Szovjetunió – A Szovjetunióban a hajók nagy részét, 113 darabot a KGB Határőr Csapatai üzemeltette tengeri őrhajóként PSZKR jelzéssel (Pogranyicsnij sztorozsevij korabl). Négy darabot a Szovjet Haditengerészet használt ágyús naszádként, ezek az AK (artyillerijszkij katyer, magyarul tüzérségi naszád) jelzést kaptak. A Szovjetunió felbomlása után a hajók többsége Oroszországhoz került, néhány darabot pedig egyes szovjet utódállamok állítottak szolgálatba.
  -  Oroszország – Napjainkban az FSZB Határőr Szolgálatának parti őrsége üzemeltet kb. 38 darabot a típusból.
  -  Ukrajna – A Fekete-tengeren állomásozó hajók közül Ukrajna 17 darabhoz jutott hozzá a Szovjetunió felbomlása után. Az 1990–2000-es években több hajót selejteztek, néhányat polgári célra átépítettek. A hajók közül 10 db-t az Ukrán Határőr Szolgálat Tengeri Őrsége üzemeltet. A hajókról a torpedóvető csöveket eltávolították. 2014. március elején a krími válság miatt az ukrán határőrség összes hajóját kivonták a Krímből, így napjainkban mindegyik ukrán 205P típusú hajó Odesszában állomásozik.
  -  Azerbajdzsán – A parti őrség négy darab, a Szovjetuniótól örökölt hajót üzemeltet.
- Kambodzsa – A Kambodzsai Haditengerészet négy darabot üzemeltet.
- Kuba – A Kubai Haditengerészet három darabot állított szolgálatba.

### Korábbi üzemeltetők
- Grúzia – Korábban két darab hajó állt üzemben. Az egyiket (P–301 Batumi) 2006-ban szétbontották, a másik, 1999-ben Ukrajnától beszerzett hajót (P–21 Giorgi Toreli) a Grúzia elleni 2008-as orosz támadás során az orosz csapatok elsüllyesztették.
- Türkmenisztán – A Türkmén Haditengerészet kötelékében a Kaszpi-tengeren üzemelt őrhajóként.